# Промежуточный увеит
 Промежуточный увеит  — форма увеита, локализованная в стекловидном теле и периферической сетчатке. Первичные очаги воспаления включают участки стекловидного тела, охваченные другими подобными проблемами, — такими как Pars planitis, задний циклит и гиалит. Промежуточный увеит может быть либо единичным заболеванием глаз или связанным с развитием системных заболеваний, таких как рассеянный склероз или саркоидоз. Таким образом, промежуточный увеит может быть первым выражением системного состояния. Инфекционные причины промежуточного увеита включают: вирус Эпштейна-Барр, болезнь Лайма, вирус HTLV-1, лихорадку от кошачьих царапин, и гепатит C.
Постоянная потеря зрения чаще всего наблюдается у больных с хроническим кистозным отеком макулы (Cystoid macular edema). Необходимо приложить все усилия направленые на искоренение CME, если он присутствует. Другие, менее распространенные причины потери зрения включают такие проблемы, как: отслоение сетчатки, глаукома, полосы кератопатии, катаракта, кровоизлияние в стекловидное тело, эпиретинальная мембрана и неоваскуляризация сосудистой оболочки глаза.

## Эпидемиология
Хотя промежуточный увеит может развиваться в любом возрасте, он в первую очередь поражает детей и молодежь. Существует бимодальное распределение с одним пиком во втором десятилетии и другим пиком в третьем или четвертом десятилетии.
В Соединенных Штатах доля пациентов с промежуточным увеитом оценивается в 4—8 % случаев увеита в специализированных центрах. Национальные институты здравоохранения США сообщает более высокий процент (15 %), что может свидетельствовать о повышении уровня осведомленности или характере увеит-специализации клиники. В педиатрической популяции, промежуточные увеит может составлять до 25 % от случаев увеита.

## Патофизиология
Pars planitis считается подмножеством промежуточного увеита и характеризуется наличием белых экссудатов (сугробов) над pars plana или агрегаций воспалительных клеток в стекловиднм теле (снежков) в отсутствии инфекционных и системных заболеваний.

Pars plana является частью сосудистой оболочки глазного яблока, choroidea, один из трех слоев, которые составляют глаз. В части цилиарного тела, это около 4 мм длиной, расположенные вблизи точки, где радужная оболочка и склера соприкасаются и имеет зубчатый внешний вид. Pars Plana не имеет функций в послеэмбриональный период, что делает это хорошим местом для проникающей оптической операции.Оригинальный текст (англ.)«The pars plana is part of the uvea, choroidea, one of the three layers that comprise the eye. As a part of the ciliary body, it is about 4 mm long, located near the point where the iris and sclera touch and is scalloped in appearance. The pars plana may not have a function in the post-fetal period, making this a good site of entry for optical surgery».

Некоторые[кто?] врачи считают, что Pars planitis хуже витреита (воспаления стекловидного тела), намного тяжелее отека макулы, и дают для этих пациентов сдержаный прогноз по сравнению с другими пациентами с промежуточным увеитом.

## Ассоциированные условия
Ассоциации заболевания с такими проблемами, как рассеянный склероз, саркоидоз, или воспалительное заболевание кишечника наводит на мысль о наличии аутоиммунного компонента, по крайней мере, у незначительной подгруппы пациентов. Кластеризация семейных случаев привела к объединенным исследованиям человеческого лейкоцитарного антигена (Human leukocyte antigen). По-видимому, периваскулит периферической сетчатки и сосудистая окклюзия приводят к глазного воспалению, витреиту и формированию «сугробов». Этиология антигенного стимула не ясна, и может быть либо витреальной или периваскулярной по природе. Очевидно, что генетика играет определенную роль в патофизиологии промежуточного увеита, но значение остается неясным.

## Признаки и симптомы
Клинические признаки включают покраснение глаз, светобоязнь, деструкцию стекловидного тела и лечение включает в себя окологлазные инъекции кортикостероидов (инъекции кортикостероидов, очень близко к глазу, но не в глаз). В резистентных случаях — пероральное введение кортикостероидов, иммунодепрессантов и лазерная или криотерапия затронутой области могут быть показаны.